# Manfred Weber
Manfred Weber (ur. 14 lipca 1972 w Rottenburg an der Laaber) – niemiecki polityk i przedsiębiorca, poseł do Parlamentu Europejskiego VI, VII, VIII, IX i X kadencji, przewodniczący grupy poselskiej Europejskiej Partii Ludowej w PE VIII, IX i X kadencji, od 2022 przewodniczący Europejskiej Partii Ludowej.

## Życiorys
Ukończył w 1996 studia inżynierskie w Hochschule für angewandte Wissenschaften München. Od 1996 prowadził własną działalność gospodarczą w ramach zakładanych przez siebie firm doradczych (spółek prawa handlowego). Wstąpił do Unii Chrześcijańsko-Społecznej, wszedł w skład władz naczelnych tej partii. Był radnym powiatu Kelheim, a od 2002 do 2004 posłem do landtagu Bawarii.
W 2004 po raz pierwszy uzyskał mandat deputowanego do Parlamentu Europejskiego. Zasiadał w prezydium grupy EPP-ED, pracował w Komisji Wolności Obywatelskich, Sprawiedliwości i Spraw Wewnętrznych. W wyborach w 2009, 2014, 2019 i 2024 skutecznie ubiegał się o reelekcję.
W 2014 powołano go na przewodniczącego frakcji chadeckiej w PE VIII kadencji. W listopadzie 2018 Europejska Partia Ludowa wybrała go swoim kandydatem na nowego przewodniczącego Komisji Europejskiej (mającej powstać po wyborach do Europarlamentu w 2019). Po wyborach z 2019 i 2024 pozostawał na stanowisku przewodniczącego frakcji ludowców. W maju 2022 został wybrany na przewodniczącego Europejskiej Partii Ludowej, zastąpił na tym stanowisku Donalda Tuska.